# Cyrtandra neiothiantha
Cyrtandra neiothiantha är en tvåhjärtbladig växtart som beskrevs av Brian Laurence Burtt. Cyrtandra neiothiantha ingår i släktet Cyrtandra och familjen Gesneriaceae. Inga underarter finns listade i Catalogue of Life.